# Каритена (барония)

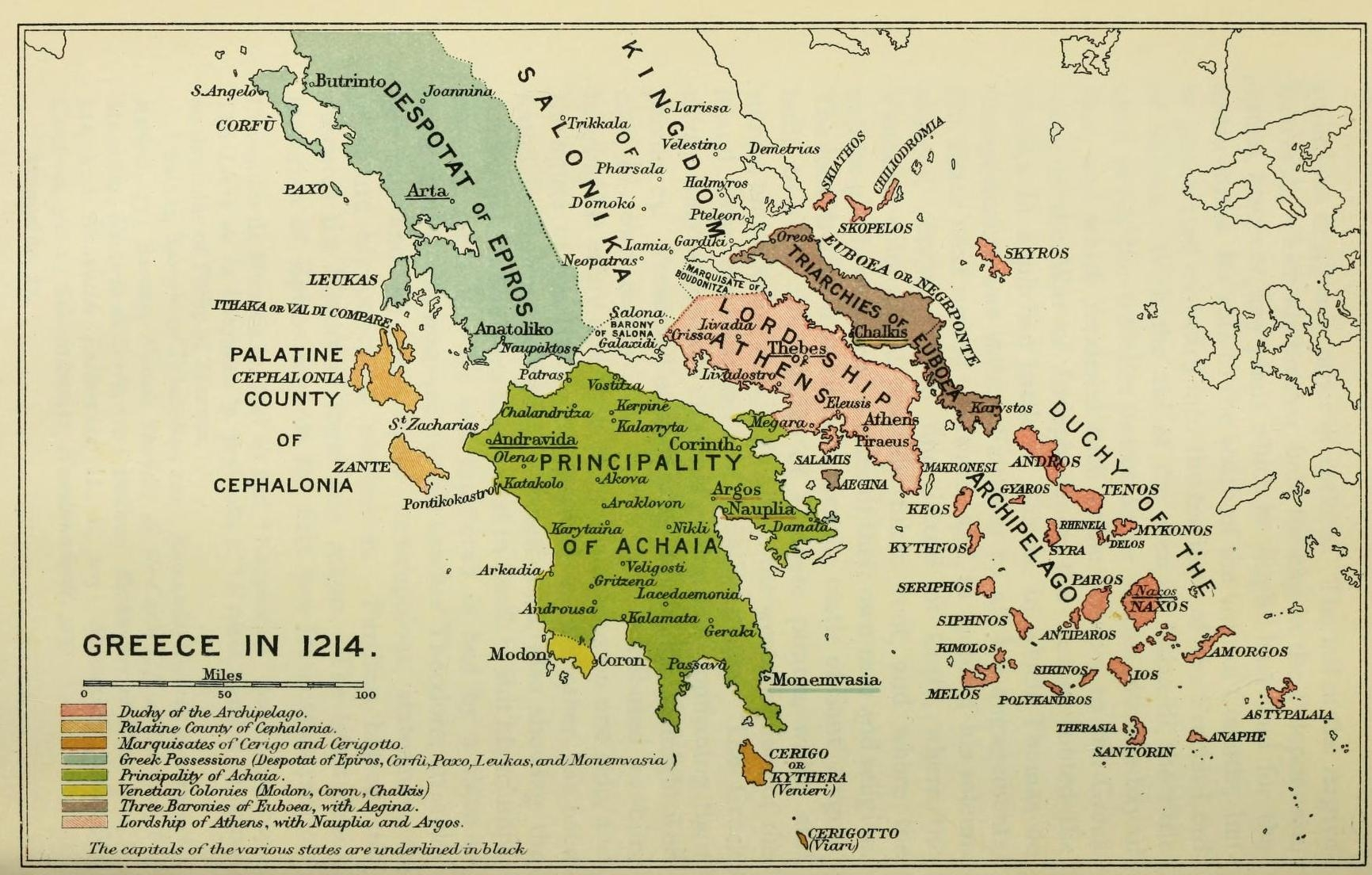

Каритена (Karytaina, Karytène, Karytėna) — одна из 12 светских бароний Ахейского княжества.
Основана около 1209 года после завоевания Пелопонеса крестоносцами. Согласно Хронике Мореи, состояла из 22 рыцарских фьефов.
Вероятно, первым бароном был шампанский дворянин Рено де Бриэль, упоминаемый в тексте Сапиенцского договора 1209 года. В средневековых источниках иногда назван как Рено де Брюйер (Renaud de Bruyères). Он заслужил это пожалование пятью годами верной службы.
Его брат и преемник Гуго де Бриэль (1222—1238) женился на дочери князя Жоффруа I де Виллардуэна.
Сын Гуго Жоффруа де Бриэль (1238—1275) построил замок Каритена. Гильом II де Виллардуэн дважды конфисковывал его владения, но каждый раз прощал.
Жоффруа де Бриэль умер в 1275 году бездетным. После его смерти баронию разделили: одна часть осталась у вдовы — Изабеллы де ла Рош, другая вошла в состав княжеского домена.
Изабелла де ла Рош вторым браком вышла замуж за графа Гуго де Бриенна. Тот после её смерти в 1289 году вернул владения в Пелопонесе князю Ахайи, обменяв их на крепость Бовуар.
В 1320 году правитель византийской Мореи Андроник Асень завоевал Каритену и всю восточную часть бывшей баронии после битвы у замка Святого Георгия. Через 5 лет ахейский князь Жан де Гравина попытался захватить город. Он осадил его, но византийцы провели ряд успешных рейдов по тылам противника, заставив его отступить.